# Green (Ohio)
Green é uma cidade localizada no estado norte-americano de Ohio, no Condado de Summit.

## Demografia
Segundo o censo norte-americano de 2000, a sua população era de 22.817 habitantes.
Em 2006, foi estimada uma população de 23.532, um aumento de 715 (3.1%).

## Geografia
De acordo com o United States Census Bureau tem uma área de
86,8 km², dos quais 83,0 km² cobertos por terra e 3,8 km² cobertos por água.

## Localidades na vizinhança
O diagrama seguinte representa as localidades num raio de 8 km ao redor de Green.